# Carbonati rombici

Ione carbonato (CO_{3})^{2-}

I carbonati rombici fanno parte della classe dei carbonati che sono caratterizzati dal gruppo carbonato (CO3)2-  e cristallizzano nel sistema ortorombico.
I carbonati rombici costituiscono il gruppo dell’aragonite, così chiamato perché l’aragonite è la specie mineralogica presa come capostipite del gruppo.

## Minerali carbonati rombici

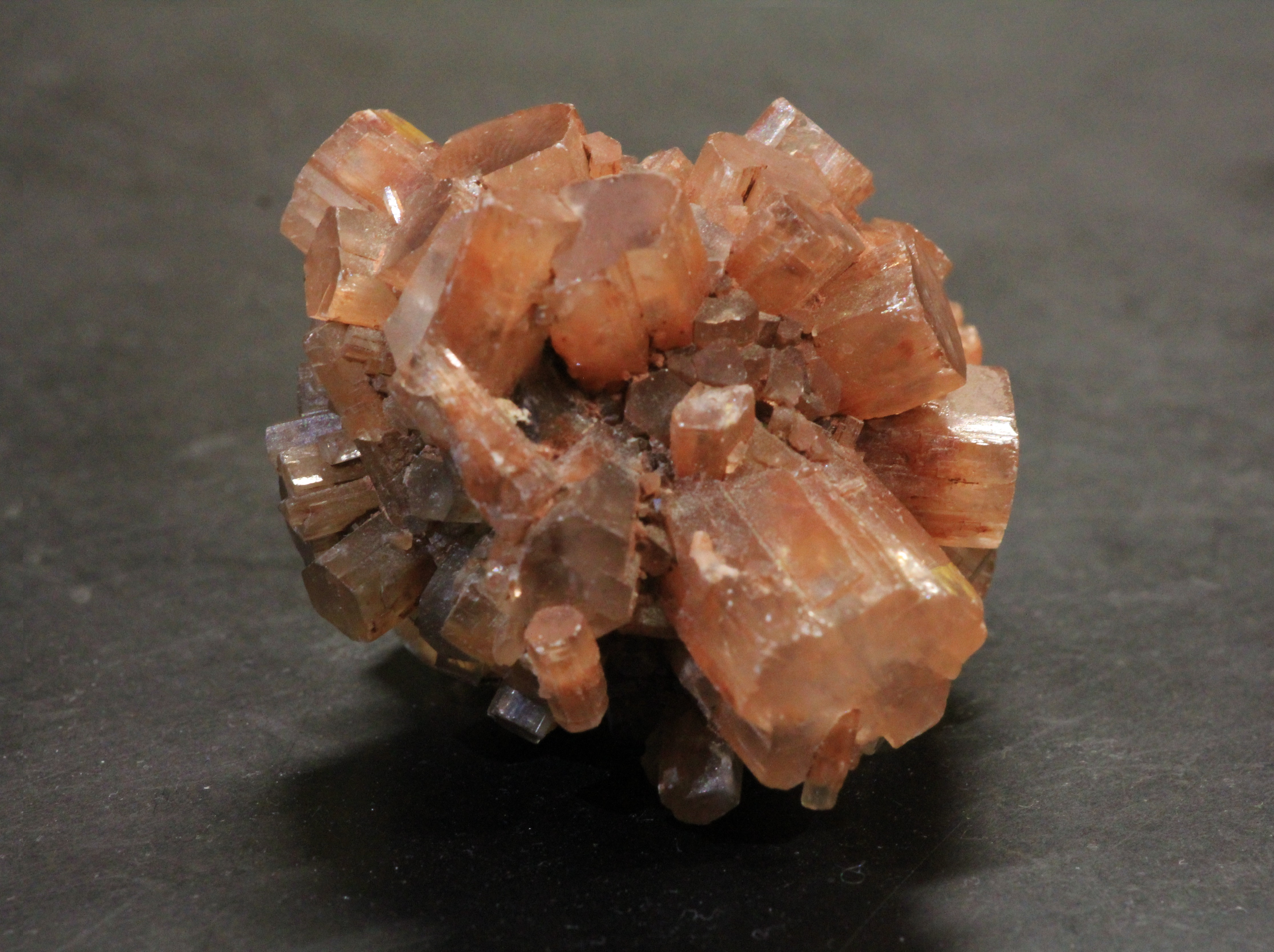
Geminato di aragonite rossa

Fanno parte del gruppo dell’aragonite le specie mineralogiche:
- aragonite (CaCO3)
- cerussite (PbCO3)
- stronzianite (SrCO3)
- witherite (BaCO3)

Non appartenente al gruppo dell'aragonite anche se di simmetria ortorombica è la rutherfordite o rutherfordina [(UO2)(CO3)].

### Aragonite
L'aragonite è il più importante polimorfo del carbonato di calcio. Solitamente si presenta in geminati dall'abito prismico esagonale. Può essere incolore o avere differenti colori: rosso terracotta, verde, bianco, azzurro, viola. Particolarmente importante è la sua presenza nel guscio dei molluschi. Ha un discreto valore commerciale tra i collezionisti, mentre non è ritenuta una pietra preziosa. Cristalli di notevole pregio collezionistico provengono dalla Sicilia.

### Cerussite
La cerussite è un carbonato di piombo, con formula chimica PbCO3. La cerussite si presenta in cristalli tabulari, bipiramidali o prismatici allungati, comunemente geminati. Tipicamente si forma nelle zone di ossidazione dei giacimenti a solfuri di piombo. La cerussite è molto pesante e fragile. Cristalli di notevole bellezza sono stati ritrovati in varie località minerarie degli USA e Namibia e Iran.

### Stronzianite
La stronzianite è un carbonato di stronzio, con formula chimica SrCO3 . Si presenta in cristalli prismatici aciculari, od in masse colonnari, di color bianco, grigio, giallo o verde. È un minerale piuttosto raro in natura. È un minerale piuttosto raro in natura e si può trovare nei calcari e nelle marne e come minerale di ganga delle vene idrotermali. Importanti depositi di stronzianite si trovano in Spagna, Germania, Gran Bretagna, Messico ed USA.

### Witherite
La witherite è un carbonato di bario, con formula chimica BaCO3 . Il minerale si trova spesso in geminati pseudoesagonali che possono essere incolori, bianco latte, grigi, giallo pallido, verde o marrone chiaro. Si forma in ambienti idrotermali a bassa temperatura. Importanti giacimenti si trovano in USA, Germania, Polonia. Veniva utilizzato industrialmente per l'acciaio temprato e per la produzione di cemento, vetro, smalto, sapone, coloranti ed esplosivi, ma è state verificata la sua tossicità per l'uomo.

## Caratteristiche

### Struttura
Nei minerali del gruppo dell’aragonite il catione bivalente (con raggio ionico superiore ad 1 A°) coordina 9 ossigeni in una struttura di simmetria pseudoesagonale, questo determina il fatto che i cristalli di carbonati rombici spesso si formano e accrescono in geminazioni parallele.
L'aragonite (CaCO3) è un polimorfo del carbonato di calcio; infatti la formazione del minerale a temperature e pressioni elevate fa sì che lo ione Ca si leghi in coordinazione 9 invece che in coordinazione 6, il che lo rende instabile a temperatura ambiente.

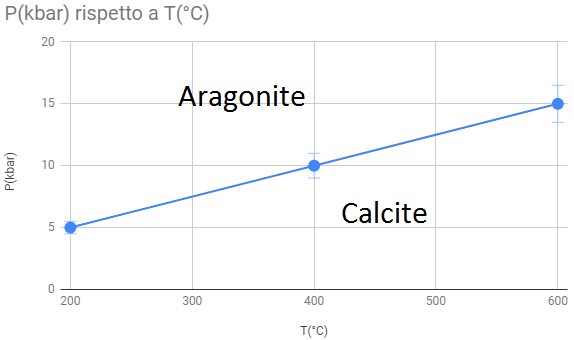
Grafico Pressione-temperatura per la formazione dell'aragonite

La struttura si differenzia da quella della calcite per la presenza di due strati di gruppi planari CO3, ruotati di 60° uno rispetto all’altro, invece dell’unico strato interposto agli strati cationici.

### Proprietà fisico-chimiche
La struttura a strati determina le caratteristiche ottiche dei minerali del gruppo, in particolare la birifrangenza. I minerali della serie dell’aragonite presentano infatti due indici di rifrazione principali piuttosto elevati, mentre il terzo è basso rispetto ai precedenti. I carbonati ortorombici sono quindi tutti otticamente negativi.
Le differenze nelle proprietà fisiche fra i minerali del gruppo dell'aragonite sono impartite prevalentemente dai cationi. Un esempio di questa diversità è il peso specifico, che varia proporzionalmente al tipo di ione metallico contenuto in uno specifico minerale
Tutti i carbonati rombici reagiscono con l'acido cloridrico, venendo disciolti da questo e avendo come prodotto acido carbonico. Non sono radioattivi ad eccezione della rutherfordite.
Possono presentare fluorescenza e fosforescenza.